# Williams Stadium
Le Williams Stadium est un stade américain appartenant à l'Université Liberty située à Lynchburg dans l'État de Virginie aux États-Unis. 
Construit en 1989, ce stade de football américain universitaire présente une capacité de 25 000 spectateurs depuis 2018. 
Il accueille les matchs à domicile des Flames de Liberty qui évoluent depuis 2018 comme équipe indépendante au sein de la NCAA Division I Football Bowl Subdivision.